# Conseil de Flinders
Pour les articles homonymes, voir Comté de Flinders.
Le Conseil de Flinders est une zone d'administration locale formé d'une soixantaine d'îles situées dans le détroit de Bass au nord est de la Tasmanie en Australie.
Seules trois de ces îles sont habitées: Clarke Island, Cape Barren Island, et la plus grande et la plus peuplée, Flinders Island.